# サンタンヌ (ジェール県)
サンタンヌ （Sainte-Anne、ガスコーニュ語:Senta Anna）は、フランス、ミディ＝ピレネー地域圏、ジェール県のコミューン。

## 地理
ガスコーニュのコミューンであり、オート＝ガロンヌ県と境を接している。

## 歴史
古くから定住地であったサンタンヌは、古代にキリスト教がもたらされた。セロ（Serrot）という名の墳丘墓でサルコファガスを発掘したところ、武器やモザイクの破片が出土した。ここにはテリド領主の本拠地の1つが置かれていたが、テリド領主は15世紀に突然、完全に姿を消し、日付も不明である。

## 人口統計
| 1962年 | 1968年 | 1975年 | 1982年 | 1990年 | 1999年 | 2006年 | 2011年 |
| ------ | ------ | ------ | ------ | ------ | ------ | ------ | ------ |
| 105    | 77     | 68     | 66     | 55     | 57     | 95     | 120    |

参照元:1999年までEHESS、2004年以降INSEE